# District de Kadapa
Le district de Kadapa  (hindi : కడప జిల్లా) est un district de l'état de l'Andhra Pradesh, en Inde,

## Géographie
Au recensement de 2011, sa population compte 2 884 524 habitants.
Son chef-lieu est la ville de Kadapa. 